# 트리플 섹

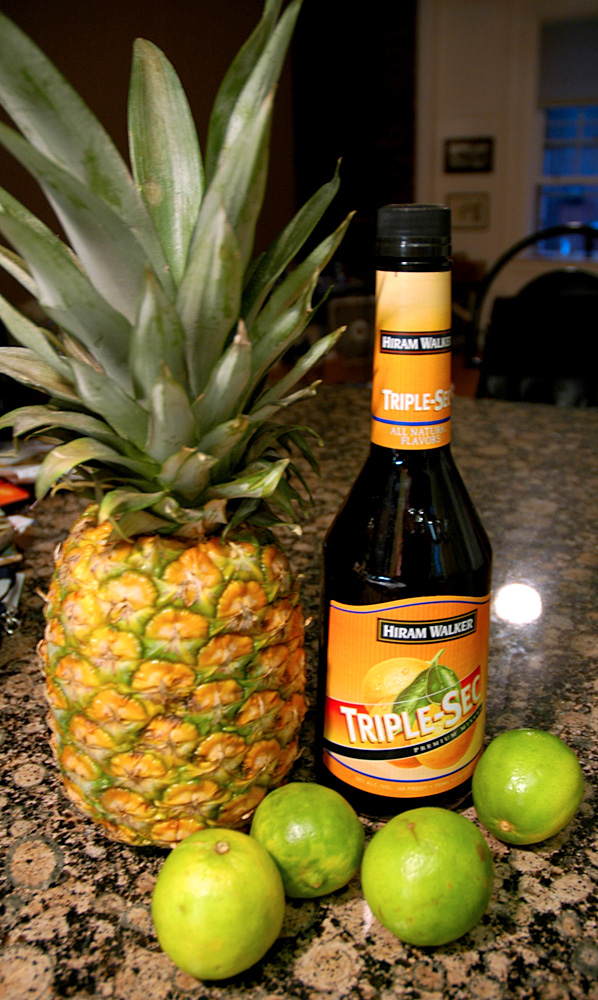
트리플 섹. 파인애플 및 라임도 보인다.

트리플 섹(영어: Triple Sec)은 오렌지 향이 나는 리큐어이다. 트리플 섹은 칵테일에 들어가며, 요리에도 들어가는데, 주로 단 맛을 내고 향을 내는 재료로 쓰인다. 질 좋은 브랜드의 트리플 섹은 브랜디 혹은 코냑으로부터 만든다. 종종 트리플 섹만 마시기도 하는데, 다이제스티프(식후에 먹는 술)로서 마신다. 일부 브랜드의 트리플 섹은 무색(혹은 거의 무색)이다. 브랜디 베이스에 따라 금색이 나기도 한다.

## 역사
트리플 섹은 1834년, 프랑스 소뮈르 지역에 살던 장바티스트 콩뷔에(Jean-Baptiste Combier)에 의해 발명되었다. 콩뷔에 브랜드의 트리플 섹은 오늘날에도 제조되고 있다. 아이티 산 말린 오렌지 껍질을 가지고 만드는데, 알코올에 24시간 동안 담가 두었다가 100년가량 된 구리-주전자 증류기를 가지고 증류한다.
"섹"(sec)이란 단어는 "무미건조"(dry)를 뜻하는 프랑스어 단어이다. 일반적으로 이 말은 달콤한 종류가 아닌 맛을 지칭하는 말이다. 하지만 트리플 섹에 등장하는 "섹"(sec)이란 단어는 세 번 "증류"(distilled)했다는 말로서 쓰였다.

## 알코올 함량
일반적으로, 트리플 섹은 부피로 따져서 30%의 알코올을 함유하고 있다. 미국식 알코올 도수로 따지면 60이 된다. (30% ABV) 브랜드에 따라서 알코올 비율은 15% 내지 40%가 된다.

## 브랜드

### 알코올-베이스드
- Aristocrat
- Arrow
- Bandoler
- Bols
- 쿠앵트로
- Combier
- Curaçao
- DeKuyper
- Grand Marnier
- GranGala
- Hiram Walker
- McGuinness
- Mathilde Orange X.O.
- Mariebrizard(마리브리자드)
- Mr. Boston
- Luxardo
- Patrón Citrónge
- Rio Grande
- Stock

### 알코올 없는 버전
- 애로
- 프랑코'즈
- 로지'즈
- 모닌
- 파이니스트 콜